# Sergio García de la Fuente
Sergio García de la Fuente (Barcelona, 1983. június 9. –) spanyol válogatott labdarúgó, jelenleg az Espanyol játékosa. Posztját tekintve csatár, szélső középpályás.
Tagja volt a 2008-ban Európa-bajnokságot nyert spanyol válogatott keretének.

## Sikerei, díjai
Spanyolország
- Európa-bajnok (1): 2008

Spanyolország U19
- U19-es Európa-bajnok (1): 2002

Spanyolország U20
- U20-as világbajnoki döntős (1): 2003